# Ленский, Андрей Юрьевич
Андре́й Ю́рьевич Ле́нский (22 января 1972, Москва — 3 марта 2010, Москва) — российский журналист и переводчик, сценарист компьютерных игр, основатель и главный редактор журнала «Лучшие компьютерные игры» (журналистский псевдоним — Ричард Псмит). Участник ролевого движения, стоявший у его истоков, наряду с другими известными персонами. Игрок «Что? Где? Когда?», капитан команды «ЛКИ». Участник «Своей игры». Увлекался подводной съёмкой. Отец трёх дочерей.

## Биография
Родился в Москве, в детстве проживал в военном городке под Мурманском. Окончил среднюю школу № 875 в столице. Одним из его любимых учителей был историк — А. А. Венедиктов, позднее главный редактор радиостанции «Эхо Москвы». Перешёл в математическую спецшколу № 179, после окончания которой учился на факультете ВМК МГУ.
Скончался в возрасте 38 лет после непродолжительной тяжёлой болезни.
6 марта 2010 года похоронен на Востряковском кладбище в Москве.

### Журналистика
Создатель и главный редактор (с декабря 2002 года) журнала «Лучшие компьютерные игры», перед смертью успел выпустить его юбилейный сотый номер. Автор более 360 статей в этом журнале: по компьютерным и иным играм, теории игрового процесса, фантастике и мифическим персонажам, истории (частично под псевдонимом Ричард Псмит). Также неоднократно публиковался в журналах «Игромания» и «Мир фантастики». 16 мая 2010 посмертно награждён призом от индустрии на КРИ 2010. Редактор и автор журнала по ролевым играм «Magister Ludi» (выходил в 2001—2005 годах). В 1994—1996 годах издавал, совместно с Сергеем Яковлевым, фэнзин «PAL 1».

### Литературная деятельность
Автор ряда юмористических произведений по мотивам произведений Толкина, в том числе мюзиклов «Несуны» (в соавторстве с Олегом Леденёвым и Александром Балаевым) и «Одна башня» (в соавторстве с Олегом Леденёвым). Написал (частично в соавторстве с Виктором Карасёвым) цикл рассказов в стиле фэнтези о приключениях специалиста-кладоискателя. В последний год жизни работал (совместно с Анной Рогозиной) над историческим романом о России времени декабристов.
Совместно с Олегом Леденевым перевел на русский язык «Хоббит», а также вторую и третью части «Властелина колец» Толкина (перевод остался неопубликованным). Переводчик на русский язык произведений Ричарда Кнаака «Огненный Дракон» и «Страна-за-пеленой», выпущенных издательством АСТ (М., 2000; 2002). Переводчик нескольких десятков компьютерных игр для «Нивала» и «Буки».

### Ролевые игры
Организатор (главный мастер) больших полевых ролевых игр «Кринн-95», «Кринн-96» (по миру Dragonlance), «Эления» (1997, по миру одноименного фэнтези-цикла Дэвида Эддингса), «1001 ночь, или Аль Кадим» (1997), «Фаэрские войны» (1998, по авторской версии сказочной Европы, разрабатывавшейся также для настольных ролевых игр и многопользовательских сетевых игр), а также целого ряда более камерных ролевых игр живого действия. Мастерская команда Андрея Ленского при его активном участии проводила также две большие игры по циклу произведений Роберта Джордана, «Колесо времён — 1998» и «Колесо времён — 2002».
Автор книги «Ролевые игры живого действия», отрывки из которой публиковались в журнале «Игромания» (№ 47—50 за 2001 год), и ознакомительной статьи «Что такое ролевые игры?», публиковавшейся в журнале «Водоворот» (№ 1 за 1999 год). Автор многочисленных оригинальных разработок в области игровых технологий и теории игроделания, обсуждавшихся на организованном им Московском семинаре по теории игрового процесса в 2001—2002 годах. В 1992—2001 годах активный участник Зиланткона, автор многочисленных докладов. Редактор (совместно с Ниной Белявской) русского перевода «Руководства игрока» (Player's Handbook) популярной настольной ролевой игры Dungeons & Dragons (М.: АСТ; Астрель, 2006). При его участии в соответствии с этим переводом приведена терминология в официальной русификации Neverwinter Nights II. Один из первых участников деятельности ассоциации RPGA в России. Главный разработчик настольной ролевой системы «Альфрика» (по миру сказочной Европы) на основе D20 System.
На начальном этапе (в 1997 году) принимал участие в разработке первого полностью русскоязычного MUD — RMUD Мир Трех Лун. В последние годы жизни разрабатывал свой MUD по Альфрике. После смерти Ленского на форуме ЛКИ было заявлено о продолжении разработки, о чём на данный момент[какой?] информации нет.

### «Что? Где? Когда?»
В спортивном «Что? Где? Когда?» играл за команды «Малый шлем» (кап. Д. Белявский), «СПС» (кап. И. Бер), «Игромания» (кап. Анна Майсюк), с 2005 года — капитан команды «ЛКИ-Игромания», современное название — «ЛКИ». Наивысшее достижение — 2—3 места на чемпионате России 2009 года. С 1 января 2006 года команда «ЛКИ» постоянно входила в первую десятку рейтинга МАК, 1 марта 2010 года поднялась на второе место. Организатор кубка тематических эрудит-квартетов по фантастике от журналов «Лучшие компьютерные игры» и «Мир фантастики» в 2007—2008 годах и Кубка ЛКИ по «Что? Где? Когда?» (2009). В составе московской команды «Немчиновка» (кап. Анна Майсюк) выиграл первый супермарафон по «Что? Где? Когда?» (Одесса, 19—20 апреля 2002 года).